# Chip Lord
Chip Lord (* 1944 in Cleveland) ist ein US-amerikanischer Architekt und Videokünstler.

## Leben und Werk
Chip Lord studierte bis 1968 Architektur an der Tulane University. Anschließend war er mit Doug Michels und Curtis Schreier Gründungsmitglied von Ant Farm. Ant Farm war eine von 1968 bis 1978 in San Francisco bestehende Gruppe von Architekten, die zugleich Video-, Performance- und Installationskünstler waren. Seit 1978 arbeitet Chip Lord unabhängig an seinen Videoproduktionen.
Chip Lord ist seit 1981 Professor an der University of California, San Diego, später auch an der University of California, Santa Cruz.
Werke von Chip Lord wurden mit zahlreichen renommierten Preisen ausgezeichnet und befinden sich in den Sammlungen des Museum of Modern Art („Easy Living“ von 1984 mit Mickey McGowan), Museum of Contemporary Art San Diego, Berkeley Art Museum and Pacific Film Archive, dem Long Beach Museum of Art und dem Zentrum für Kunst und Medientechnologie in Karlsruhe.